# Kiva (autofaucheuse)
Pour les articles homonymes, voir Kiva.

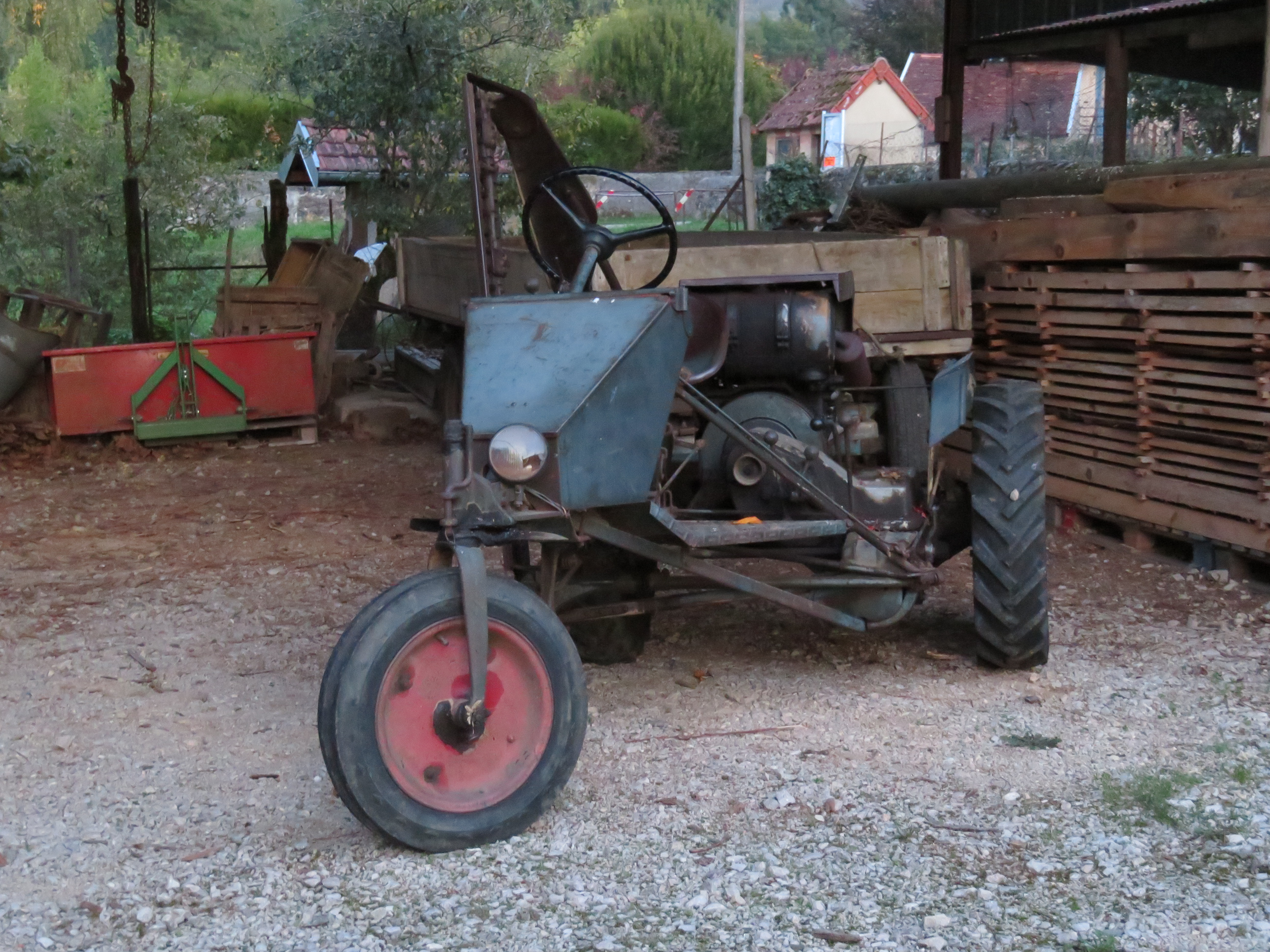
Une autofaucheuse Kiva.

Kiva est une marque commerciale d'autofaucheuses. Le véhicule agricole lui-même est par extension couramment nommé une Kiva. Produite dans le Jura, cette autofaucheuse à trois roues a été particulièrement vendue et utilisée dans ce département,.

## Histoire

Le logo de la marque commerciale.

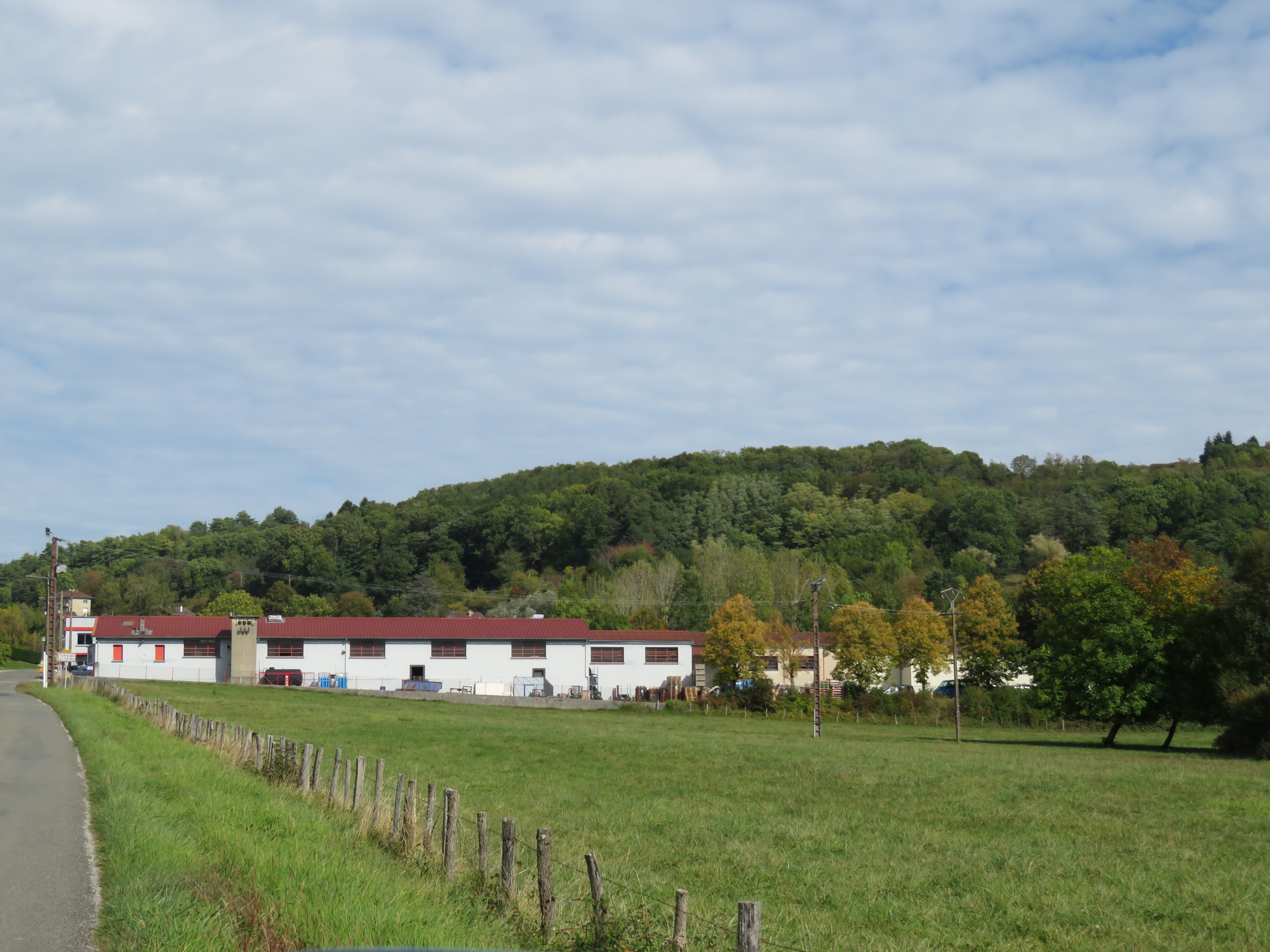
Vue de l'usine Kiva à Lons-le-Saunier.

La marque commerciale Kiva dirigée par Henri Daloz était installée à Lons-le-Saunier. Les « Kivas » ont été produites approximativement de 1933 à 1974. Elles étaient très utilisées par les éleveurs Jurassiens qui leur trouvaient plusieurs atouts : outre un prix moindre, la barre de coupe est plutôt moins large qu'habituellement ce qui facilite le fauchage en montagne.

## Clients
Les Ponts et Chaussées ainsi que l'entreprise Air France ont été équipés de « Kivas » pour divers travaux.

## Modèles
On en décompte une vingtaine. Entre autres :
- monovitesse à roues en fer tiré par un cheval (1933) ;
- quatre vitesses motorisée diesel (1963) ;
- modèle avec éclairage et démarrage électrique (1965).

## Collection
Plusieurs rencontres d'amateurs et d'amatrices de Kivas sont organisées par Camille et Nadège Camp dans le Jura, en particulier à Leschères, et Lavans-lès-Saint-Claude. Les participantes et participants sont parfois surnommés des Kivatistes.